# Niżowa
Niżowa – wieś w Polsce położona w województwie małopolskim, w powiecie wielickim, w gminie Gdów.
Integralne części miejscowości: Dubielówka, Folwark, Góralówka, Kawalcówka, Podlas, Ryczoń.
W latach 1975–1998 miejscowość administracyjnie należała do województwa krakowskiego.